# Beka Melelaszwili
Beka Melelaszwili (gruz. ბექა მელელაშვილი ;ur. 1 sierpnia 2002) – gruziński, a od 2024 roku amerykański zapaśnik walczący w stylu klasycznym.
Złoty medalista mistrzostw panamerykańskich w 2025. Drugi na MŚ U-23 w 2024, a także na mistrzostwach panamerykańskich U-23 w 2024 roku.
Jego ojciec Tariel Melelaszwili, również był zapaśnikiem, olimpijczykiem.